# Contre-espionnage à Gibraltar
Pour plus de détails, voir Fiche technique et Distribution.
Contre-espionnage à Gibraltar (titre original : I Was Monty’s double) est un film d'espionnage britannique réalisé par John Guillermin et sorti d'abord en 1958 au Royaume-Uni puis en 1959 en France.

## Synopsis
En 1944,  des membres du MI5 mettent au point un stratagème pour faire croire aux Allemands qu’une partie des troupes du débarquement partira des côtes africaines. Pour cela ils engagent un ancien acteur britannique qui ressemble au général Montgomery comme deux gouttes d’eau. Le plan fonctionne si bien que les Allemands envoient des divisions en Afrique ainsi qu’un commando spécial chargé de kidnapper le général anglais.

## Fiche technique
- Titre original : I Was Monty’s double
- Réalisation : John Guillermin
- Scénario : Bryan Forbes d'après le livre de M.E. Clifton-James
- Images : Basil Emmott
- Musique : John Addison
- Producteur : Maxwell Setton
- Production et distribution : The Rank Organisation
- Procédés : noir et blanc
- Format : 35 mm 1.85:1, son Mono
- Pays d'origine :  Royaume-Uni
- Genre : espionnage / guerre
- Durée : 96 minutes
- Date sortie : France : 9 décembre 1959

## Distribution
- Meyrick Edward Clifton James (VF : Gérard Férat) : lui-même / général Montgomery
- John Mills (VF : Michel Gudin) : major Harvey
- Cecil Parker (VF : Abel Jacquin) : colonel Logan
- Patrick Allen (VF : Jacques Berthier) : colonel Mathersb
- Michael Hordern (VF : Jean-Henri Chambois) : gouverneur de Gibraltar
- Barbara Hicks : Hester Baring
- Patrick Holt (VF : André Valmy) : colonel Dawson
- Leslie Phillips (VF : René Bériard) : major Tennant
- Marius Goring (VF : Jean Berger) : Karl Nielson
- Duncan Lamont : commodore Bates
- Victor Maddern (VF : Michel Cogoni) : sergent d'ordonnance
- Sid James (VF : Robert Dalban) : le gardien de la Y.M.C.A.
- David Lodge (VF : Jean Amadou) : le sergent Matthews
- John Le Mesurier (VF : Claude Péran) : le capitaine de la Paierie Générale
- Vera Day : Angela
- Brian Weske (VF : Serge Lhorca) : l'estafette répondant à Miss Baring
- John Gale (VF : Jean-Pierre Duclos) : le capitaine à bord de l'avion
- Marne Maitland : le propriétaire arabe

## Autour du film
• Ce film retrace un épisode vrai de la Seconde Guerre mondiale où Cliffton-James a lui-même réellement remplacé Montgomery dans un déplacement officiel. Il joue donc son propre rôle.
• Le film a également été distribué en France sous le titre J’étais la doublure de Montgomery.
• Il a inspiré John Sturges pour son film L’aigle s’est envolé (The Eagle has Landed) de 1976. Scénario très similaire dans lequel Montgomery est remplacé par Churchill.